# داميان مارش
داميان مارش (بالإنجليزية: Damien Marsh) هو منافس ألعاب قوى أسترالي، ولد في 28 مارس 1971 في غونديويندي في أستراليا.

## وصلات خارجية
- داميان مارش على موقع الاتحاد الدولي لألعاب القوى (الإنجليزية)
- داميان مارش على موقع النتائج التاريخية لألعاب القوى الأسترالية (الإنجليزية)
- داميان مارش على موقع اتحاد ألعاب الكومنولث (مؤرشف) (الإنجليزية)